# ميريكفيل (أونتاريو)
ميريكفيل (بالإنجليزية: Merrickville–Wolford)‏ هي قرية تقع في كندا في United Counties of Leeds and Grenville. يقدر عدد سكانها بـ 2,850 نسمة .